# アレア (バンド)
アレア（Area）は、イタリア出身のジャズ・ロック・バンド。デメトリオ・ストラトス、ジュリオ・カピオッツォ、パトリツィオ・ファリゼッリらを中心に1972年に結成。
1stアルバムには作曲者としてファリゼッリのみがクレジットされているが、ジヴァスによればトーファニの前任者のギタリスト、ジョニー・ランビッジが曲作りの上で大きな貢献をしたとのこと。ファリゼッリもインタビューの中でランビッジの貢献について問われた際に、それを認めている。ランビッジは初期のマネージャだったフランコ・マモーネ（PFM、Bancoのマネージャでもあった）の意向でバンドを去り、代わりにロンドンに居たトーファニが呼び寄せられた。

## 来歴
- 1972年にデメトリオ・ストラトス、ジュリオ・カピオッツォ、パトリック・ジヴァスらによって結成[1]。
- 1973年、ジャンニ・サッシと共にCrampsレーベルを立ち上げ、デビュー・アルバム『自由への叫び』を発表。
- 1974年、ジヴァスとブスネッロが抜け、代わりにタヴォラッツィが参加。
- 1975年、3rdアルバム『クラック!』がイタリアの評論家賞を受賞。
- 1977年、トーファニ脱退。デメトリオ・ストラトスのソロ・アルバム以外のCrampsレーベルとの契約を打ち切る。
- 1978年、Ascoltレーベルに移籍し『1978』を発表。
- 1979年6月13日、デメトリオ・ストラトスが白血病により死去。翌6月14日にはミラノで彼の支援コンサートが企画されていたが、急遽追悼コンサートとして行われた。コンサートには6万人の観客が集まり、演奏の模様は『1979 イル・コンチェルト - D・ストラトス追悼コンサート』としてリリースされた。『1978』が2度目の評論家賞受賞作となる。
- 1980年の『ティック&タック』発表後、1983年まで活動を続けるが、以後活動停止状態になる。
- 1986年-1987年、ジュリオ・カピオッツォは元・バンコ・デル・ムトゥオ・ソッコルソのキーボード奏者であるジャンニ・ノチェンツィとの2人組バンドにて、日本の楽器メーカーAKAIの製品のデモ演奏の仕事を請け、ヨーロッパ各地を回り、1987年4月には東京（ラフォーレ原宿）でのAKAIのイベントでのデモ演奏の為に来日している。
- 1993年、カピオッツォとファリゼッリとタボラッツィを中心に活動再開。
- 1997年、17年ぶりのアルバム『Chernobyl 7991』を発表。
- 2000年、ジュリオ・カピオッツォの死去により解散。その後ファリゼッリは、バンドの代表曲をアコースティック・ピアノでカヴァーしたソロ作『Area Variazioni Per Pianoforte』を発表。
- 2009年8月25日、デメトリオ・ストラトス追悼コンサートにおいてファリゼッリ、タボラッツィ、トーファニがマウロ・パガーニをゲストに加えて一時的に再結成。
- 2010年、ドラマーとしてワルテル・パオーリが参加。
- 2012年11月に再結成ツアーの模様を記録したライブ・アルバム『ライヴ2012 (LIVE 2012)』をリリースする。
- 2013年4月にアレアとして初来日し、「イタリアン・プログレッシヴ・ロック・フェスティヴァル 最終楽章 2013」のトリを取る。アンコールではマウロ・パガーニと一緒に「Gioia e Rivoluzione」を演奏した。9月にも再来日している。

## メンバー

### 現ラインナップ
- パオロ・トーファニ (Paolo Tofani) - ギター、キーボード (1973年-1977年、2009年- )
- パトリツィオ・ファリゼッリ (Patrizio Fariselli) - キーボード (1972年-1983年、1993年-2000年、2009年- )
- アレス・タヴォラッツィ (Ares Tavolazzi) - ベース (1974年-1983年、1993年-1994年、2009年- )
- ワルテル・パオーリ (Walter Paoli) - ドラムス (2010年- )

### 旧メンバー
- デメトリオ・ストラトス (Demetrio Stratos) - ボーカル、キーボード (1972年-1978年)　♰RIP.1979年
- ジョニー・ランビッジ (Johnny Lambizzi) - ギター (1972年)
- ガエタノ・レアンドロ (Gaetano Leandro) - ピアノ (1972年)
- ジャンニ・サッシ（it:Gianni Sassi） - 作詞（Frankenstein（Sergio Albergoniとの共作）名義）、アルバムアート (1972年-1977年)　♰RIP.1993年
- ジュリオ・カピオッツォ (Giulio Capiozzo) - ドラムス (1972年-1983年、1993年-2000年)　♰RIP.2000年
- パトリック・ジヴァス (Patrick Djivas) - ベース (1972年-1973年)
- エディ・ブスネッロ (Victor Edouard "Eddie" Busnello) - サクソフォーン (1972年-1974年)　♰RIP.1980年代
- ラリー・ノーチェラ (Larry Nocella) - サクソフォーン (1980年-1983年)
- ピエトロ・コンドレーリ (Pietro Condorelli) - ギター (1994年-1997年)
- パオリーノ・ダッラ・ポルタ (Paolino Dalla Porta) - ベース (1994年-1999年)

## ディスコグラフィ

### スタジオ・アルバム
- 『自由への叫び』 - Arbeit Macht Frei (1973年)
- 『汚染地帯』 - Caution Radiation Area (1974年)
- 『クラック!』 - Crac! (1975年)
- 『呪われた人々』 - Maledetti (Maudits) (1976年)
- 『1978』 - 1978 Gli Dei Se Ne Vanno, Gli Arrabbiati Restano! (les dieux s'en vont, les enragés restent!) (1978年)
- 『ティック&タック』 - Tic & Tac (1980年)
- Chernobyl 7991 (1997年)

### ライブ・アルバム
- 『アレ（ア）ツィオーネ』 - Are(A)zione (1975年)
- 『イヴェント’76』 - event '76 (1979年)
- 『コンサート・アット・シアター・ウォーモ』 - Concerto Teatro Uomo (1996年) ※旧邦題『コンチェルト・テアトロ・ウオモ』
- 『ライヴ - パリ-リスボン』 - Parigi-Lisbona (1996年)
- 『ライヴ!! コンサーツ・アーカイヴ・ボックス』 - Live Concerts Box (2002年) ※『コンサート・アット・シアター・ウォーモ』『ライヴ - パリ-リスボン』をまとめボーナストラックを収めたボックスセット
- Live Torino 1977 (2004年)
- 『ライヴ2012 (LIVE 2012)』 - Live 2012 (2012年)

### コンピレーション・アルバム
- 『超論理的選集』 - Anto/logicamente (1977年)
- Area '70 (1980年)
- 『栄光と革命 ベスト・オブ・アレア』 - Gioia e Rivoluzione (1996年)
- Revolution (2003年) ※『自由への叫び』『汚染地帯』『クラック！』『アレ（ア）ツィオーネ』をまとめたボックスセット
- International Popular Group (2004年)
- International Popular Group (2005年)

### その他
- Parco Lambro (1976年) ※フェスティバルの実況録音盤、オムニバス参加
- 『1979 イル・コンチェルト - D・ストラトス追悼コンサート』 - 1979 Il Concerto (1979年) ※デメトリオ・ストラトス追悼コンサート録音

## 関連書籍
- Gianpaolo Chiaricò著 『Area/Musica e rivoluzione』 (2005年) ※『Parco Lambro』のCD版が付属